# Джонатан Брендіс
Джонатан Ґреґорі Брендіс (англ. Jonathan Gregory Brandis, нар.13 квітня 1976 — пом.12 листопада 2003) — американський актор, режисер та сценарист.

## Біографія
Джонатан Брендіс народився 13 квітня 1976 року в місті Данбері (Коннектикут) в сім'ї Мері, вчительки і персонального менеджера, і Грегорі Брендіса — пожежного і продавця продовольчих товарів.
Акторську кар'єру Джонатан почав у шість років, знявшись як модель у декількох телевізійних рекламних роликах і в комерційній радіопередачі, а потім отримавши першу роль молодого Кевіна Райлі Б'юкенена в телевізійній мильній опері «Життя одне».
Коли Джонатану виповнилося дев'ять років, його сім'я переїхала до Лос-Анджелеса для подальшого просування акторської кар'єри хлопчика. Протягом короткого часу Джонатан знявся в епізодичних ролях телевізійних постановок «Хто тут бос?», «Повний будинок», «Кейт і Еллі» і в телесеріалі «Закон Лос-Анджелеса».
У 1990 році Джонатан отримує свою першу головну роль у фільмі «Нескінченна історія 2», граючи в ньому юного Бастіана Бакс, що вирушає в чарівний світ Фантазії на допомогу жителям казкового королівства. Кілька років потому Джонатан знімається в ролі «Заїки Білла» Денбро у фільмі «Воно» — екранізації однойменного епічного роману жахів Стівена Кінга. 1992 року Джонатан Брендіс знявся в головній ролі фільму «Бічні удари» спільно з Чаком Норрісом, і в тому ж році — у фільмі «Сонечка» спільно з комедійним актором Родні Денжерфілдом.
Широку популярність Джонатану принесла роль Лукаса Воланчека в науково-фантастичному телесеріалі Стівена Спілберга «Морські пригоди». До того часу Джонатан Брендіс стає кумиром підлітків у всьому світі.
Крім своєї акторської роботи Брендіс займався написанням сценаріїв до фільмів і пробував себе на режисерській поприщі. Кар'єра сценариста приваблювала його більше, ніж все інше, особливо в останні роки його життя. Незадовго до смерті Джонатан Брендіс поставив короткометражний фільм «The Slainesville Boys».

## Особисте життя
Будучи школярем зустрічався з акторкою Бріттані Мерфі (10.11.77-20.12.09), з якою вони разом знімалися в серіалі «Морські пригоди». З травня 1995 року по 1998 рік Джонатан Брендіс зустрічався з американською актрисою і співачкою Тетяною Алі. 2000 року зустрічався з актрисою Монікою Кіна, його партнеркою по фільму «Погані дівчатка з Високої долини».

## Смерть
Джонатан Брендіс помер 12 листопада 2003 року в Медичному центрі Лос-Анджелеса «Сідар-Синай» після розпочатої спроби самогубства. Попри відсутність передсмертної записки, його найближчі друзі стверджували, що в кінці свого життя Джонатан перебував у стані глибокої депресії, постійно пив і цілком міг побажати залишити цей світ. 11 листопада 2003 Джонатан Брендіс повісився у власній квартирі. Друг Брендіса викликав поліцію і медиків, проте врятувати життя лікарі клініки Лос-Анджелеса вже не змогли. Після кремуваня його прах був відданий сім'ї.
Джонатан Брендіс рано пішов з життя, проте встиг залишити після себе відмінні творчі роботи і армію шанувальників його творчості в усьому світі.

## Фільмографія
| Фільми      | Фільми                            | Фільми                        | Фільми                               |
| Рік         | Фільм                             | Роль                          | Примітки                             |
| ----------- | --------------------------------- | ----------------------------- | ------------------------------------ |
| 1987        | Фатальний потяг                   |                               |                                      |
| 1988        | Скаути                            | Кід Тім                       |                                      |
| 1988        | Олівер і компанія                 | озвучка                       |                                      |
| 1989        | Вітчим 2                          | Тодд Ґрейленд                 |                                      |
| 1990        | Папа — привид                     | озвучка                       |                                      |
| 1990        | Нескінченна історія 2             | Бастіан Бакс                  |                                      |
| 1992        | Сонечка                           | Меттью/Марта                  |                                      |
| 1992        | Бічні удари                       | Баррі Габревські              |                                      |
| 1998        | Кохання за сценарієм              | Роберт Авакадо                |                                      |
| 1998        | Аладдін: Чаклуни                  | Мозенрат (озвучка)            |                                      |
| 1999        | Перше кохання                     | Моузі                         |                                      |
| 1999        | Погоня з дияволом                 | Кейв Ватт                     |                                      |
| 2002        | Війна Гарта                       | Льюїс П. Вейклі               | Сцена вирізана                       |
| 2002        | Тремтячий рік                     | Кейсі Педерсен                |                                      |
| 2004        | Бійня в Пуерто Валларта           | Нейл Везерфорд                | вийшов після смерті актора           |
| 2004        | The Slainesville Boys             |                               | Режисер/Продюсер вийшов після смерті |
| 2005        | Погані дівчатка з Високої долини  | Дрю                           | вийшов після смерті                  |
| Телебачення |                                   |                               |                                      |
| Рік         | Назва                             | Роль                          | Примітки                             |
| 1982        | Життя одне                        | молодий Кевін Райлі Бьюкенен  |                                      |
| 1984        | Кейт і Еллі                       | друг Чіпа                     | 1 епізод                             |
| 1986        | Mystery Magical Special           | Джонатан                      | телевійна версія                     |
| 1986        | Кувалда                           | молодий Следж                 | 1 епізод                             |
| 1987        | Доброго ранку, міс Блісс          | Майкл Томпсон                 | 1 епізод                             |
| 1987        | Закон Лос-Анджелеса               | Кевін Телбот                  | 2 епізоди                            |
| 1987        | Бідна маленька багата дівчинка    | Ланс (в 11 років)             | телепостановка                       |
| 1988        | Марс: Перша база                  |                               | телепостановка                       |
| 1988        | Вебстер                           | Боббі                         | 1 епізод                             |
| 1989        | Повний дом                        | Майкл                         | 1 епізод                             |
| 1989        | Хто тут бос?                      | Пол                           | 1 епізод                             |
| 1990        | Вона написала убивство            | Кевін Брюс                    | 1 епізод                             |
| 1990        | Нація прибульців                  | Андрон                        | 1 епізод                             |
| 1990        | Флеш                              | Террі Кохан                   | 1 епізод                             |
| 1990        | The Munsters Today                | Мэтт Глоувер                  | 1 епізод                             |
| 1990        | Воно                              | Білл Денбро (в 12 років)      | мінісерії                            |
| 1991        | Gabriel's Fire                    | Меттью Фікс                   | 1 епізод                             |
| 1991        | Чудові роки                       | Стів                          | 1 епізод                             |
| 1991        | Our Shining Moment                | Майкл «Скутер» МакГір         | телепостановка                       |
| 1991        | Блоссом                           | Стів                          | 1 епізод                             |
| 1992        | Перехрестя                        | Майкл Стол                    | 1 епізод                             |
| 1993        | Врятований дзвінком: Шкільні роки | самого себе                   | 1 епізод                             |
| 1993-1996   | Морські пригоди                   | Лукас Воланчек                | 57 епізодів                          |
| 1994        | Добрий король Венцеслас           | Принц Венцеслас               | телепостановка                       |
| 1994-1995   | Аладдін                           | Мозенрат (озвучка)            | 8 епізодів                           |
| 1996        | Її останній шанс                  | Престон Альтертон             | телепостановка                       |
| 1996        | Народжені вільними: нове пригода  | Рендал «Ранд» Еверетт Томпсон | телепостановка                       |
| 1996        | Падіння в темряву                 | Чад                           | телепостановка                       |
| 1997        | Крізь шторм                       | Джейсон                       | телепостановка                       |
| 2003        | 111 Gramercy Park                 | Вілл Карнегіан                | телепостановка                       |